# Max von Sydow
Carl Adolf "Max" von Sydow (n. 10 aprilie 1929, Lund, Malmöhus⁠(d), Suedia – d. 8 martie 2020, Seillans, Provence-Alpes-Côte d'Azur, Franța) a fost un actor suedez, cu cetățenie franceză din 2002.
El a jucat în multe filme, având și roluri secundare în zeci de filme, în mai multe limbi, printre care suedeză, limba sa maternă, norvegiană, engleză, daneză, italiană, germană, franceză și spaniolă. Von Sydow a primit Premiul Cultural al Fundației Regale al Suediei în 1954, a fost numit Commandeur des Arts et des Lettres, în 2005, și a fost numit Cavaler al Legiunii de Onoare la 17 octombrie 2012.

## Filmografie
| Anul | Film                                    | Rol                                      | Note                                                                                |
| ---- | --------------------------------------- | ---------------------------------------- | ----------------------------------------------------------------------------------- |
| 1949 | Only a Mother                           | Nils                                     |                                                                                     |
| 1951 | Miss Julie                              | Hand                                     |                                                                                     |
| 1953 | Ingen mans kvinna                       | Olaf                                     |                                                                                     |
| 1956 | Rätten att älska                        | Bergman                                  |                                                                                     |
| 1957 | Mr. Sleeman Is Coming                   | The Hunter                               | (TV)                                                                                |
| 1957 | A șaptea pecete                         | Antonius Block                           |                                                                                     |
| 1957 | Fragii sălbatici                        | Henrik Åkerman                           |                                                                                     |
| 1958 | Brink of Life                           | Harry Andersson                          |                                                                                     |
| 1958 | Rabies                                  | Bo Stensson Svenningson                  |                                                                                     |
| 1958 | Magicianul                              | Albert Emanuel Vogler                    |                                                                                     |
| 1960 | Izvorul fecioarei                       | Töre                                     |                                                                                     |
| 1960 | The Wedding Day                         | Anders Frost                             |                                                                                     |
| 1961 | Through a Glass Darkly                  | Martin                                   |                                                                                     |
| 1962 | Aventurile lui Nils Holgersson          | Tatăl                                    |                                                                                     |
| 1962 | The Mistress                            | Bărbat căsătorit                         |                                                                                     |
| 1963 | Winter Light                            | Jonas Persson                            |                                                                                     |
| 1965 | 4x4                                     | Kvist                                    |                                                                                     |
| 1965 | The Reward                              | Scott Swenson                            |                                                                                     |
| 1965 | Viața lui Iisus                         | Isus Cristos                             |                                                                                     |
| 1966 | The Quiller Memorandum                  | Oktober                                  |                                                                                     |
| 1966 | Hawaii                                  | Reverend Abner Hale                      | Nominalizat la Premiul Globul de Aur pentru cel mai bun actor (dramă)               |
| 1966 | Here's Your Life                        | Smålands-Pelle                           |                                                                                     |
| 1967 | Jurnalul Annei Frank                    | Otto Frank                               | (TV)                                                                                |
| 1968 | Hour of the Wolf                        | Johan Borg                               |                                                                                     |
| 1968 | Black Palm Trees                        | Gustav Olofsson                          |                                                                                     |
| 1968 | Shame                                   | Jan Rosenberg                            |                                                                                     |
| 1969 | Made in Sweden                          | Magnus Rud                               |                                                                                     |
| 1969 | The Passion of Anna                     | Andreas Winkelman                        |                                                                                     |
| 1970 | The Kremlin Letter                      | Colonel Kosnov                           |                                                                                     |
| 1971 | The Night Visitor                       | Salem                                    |                                                                                     |
| 1971 | The Emigrants                           | Karl Oskar                               |                                                                                     |
| 1971 | The Apple War                           | Roy Lindberg                             |                                                                                     |
| 1971 | The Touch                               | Andreas Vergerus                         |                                                                                     |
| 1972 | Embassy                                 | Gorenko                                  |                                                                                     |
| 1972 | The New Land                            | Karl Oskar                               |                                                                                     |
| 1973 | Exorcistul                              | Părintele Lankester Merrin               | Nominalizat – Premiul Globul de Aur pentru cel mai bun actor în rol secundar (film) |
| 1974 | Steppenwolf                             | Harry Haller                             |                                                                                     |
| 1975 | The Ultimate Warrior                    | Baron                                    |                                                                                     |
| 1975 | Egg! Egg! A Hardboiled Story            | Tatăl                                    |                                                                                     |
| 1975 | Three Days of the Condor                | G. Joubert                               |                                                                                     |
| 1976 | Cuore di cane                           | Profesor Filipp Filipovici Preobrazenski |                                                                                     |
| 1976 | Voyage of the Damned                    | Căptan Schroeder                         |                                                                                     |
| 1976 | Deșertul tătarilor                      | Hortiz                                   |                                                                                     |
| 1976 | Foxtrot                                 | Larsen                                   |                                                                                     |
| 1976 | Illustrious Corpses                     | Președintele Curții Supreme              |                                                                                     |
| 1977 | Mergi sau mori                          | François Marneau                         |                                                                                     |
| 1977 | Black Journal                           | Lisa Carpi                               |                                                                                     |
| 1977 | Exorcist II: The Heretic                | Părintele Lankester Merrin               |                                                                                     |
| 1978 | Brass Target                            | Shelley                                  |                                                                                     |
| 1979 | Hurricane                               | Dr. Danielsson                           |                                                                                     |
| 1980 | Death Watch                             | Gerald Mortenhoe                         |                                                                                     |
| 1980 | Flash Gordon                            | Ming                                     | Nominalizat – Saturn Award for Best Supporting Actor                                |
| 1981 | Drumul spre victorie                    | Major Karl von Steiner—The Germans       | aka: "Victory"                                                                      |
| 1982 | Flight of the Eagle                     | Salomon August Andrée                    | Festivalul de film din Veneția-Cupa Pasinetti pentru Cel mai Bun Actor              |
| 1982 | Conan Barbarul                          | Regele Osric                             |                                                                                     |
| 1983 | Strange Brew                            | Brewmeister Smith                        |                                                                                     |
| 1983 | Never Say Never Again                   | Ernst Stavro Blofeld                     |                                                                                     |
| 1984 | Dreamscape                              | Doctor Paul Novotny                      |                                                                                     |
| 1984 | Samson and Delilah                      | Sidka                                    | (TV)                                                                                |
| 1984 | The Soldier's Tale                      | Diavolul                                 |                                                                                     |
| 1984 | Dune                                    | Doctor Kynes                             |                                                                                     |
| 1985 | Code Name: Emerald                      | Jurgen Brausch                           |                                                                                     |
| 1985 | Christopher Colombus                    | Regele Ioan al Portugaliei               | Miniserial TV                                                                       |
| 1985 | The Last Place on Earth                 | Fridtjof Nansen                          | Miniserial TV                                                                       |
| 1985 | Kojak: The Belarus File                 | Peter Barak                              | (TV)                                                                                |
| 1985 | Quo Vadis?                              | Apostolul Petru                          | Miniserial TV                                                                       |
| 1985 | The Repenter                            | Spinola                                  |                                                                                     |
| 1986 | Duet for One                            | Dr. Louis Feldman                        |                                                                                     |
| 1986 | Hannah și surorile ei                   | Frederick                                |                                                                                     |
| 1986 | The Second Victory                      | Dr. Huber                                |                                                                                     |
| 1986 | The Wolf at the Door                    | August Strindberg                        | aka: "Oviri"                                                                        |
| 1987 | Pelle the Conqueror                     | Lassefar                                 | Nominalizat la Premiul Oscar pentru cel mai bun actor                               |
| 1988 | Katinka                                 |                                          | Singurul film regizat de el A câștigat Premiile Guldbagge                           |
| 1989 | Red King, White Knight                  | Szaz                                     | Nominalizat – Primetime Emmy Award                                                  |
| 1989 | Ghostbusters II                         | Vigo the Carpathian                      | Voce                                                                                |
| 1990 | A Violent Life                          | Papa Clement al VII-lea                  |                                                                                     |
| 1990 | Hiroshima: Out of the Ashes             | Father Siemes                            | (TV)                                                                                |
| 1990 | Father                                  | Joe Mueller                              |                                                                                     |
| 1990 | Revenire la viață                       | Dr. Peter Ingham                         |                                                                                     |
| 1991 | The Ox                                  | Vicar                                    |                                                                                     |
| 1991 | Until the End of the World              | Henry Farber                             |                                                                                     |
| 1991 | Europa                                  | Narator                                  | (voce)                                                                              |
| 1991 | A Kiss Before Dying                     | Thor Carlsson                            |                                                                                     |
| 1991 | The Bachelor                            | Von Schleheim                            |                                                                                     |
| 1992 | The Best Intentions                     | Johan Åkerblom                           | Tokyo International Film Festival Best Actor                                        |
| 1992 | The Touch                               | Henry Kesdi                              |                                                                                     |
| 1993 | Grandpa's Journey                       |                                          |                                                                                     |
| 1993 | Och ge oss skuggorna                    | Eugene O'Neill                           | (TV)                                                                                |
| 1993 | Suflete de vânzare                      | Leland Gaunt                             | Nominalizat – Premiul Saturn pentru cel mai bun actor                               |
| 1994 | Time Is Money                           | Joe Kaufman                              | Festivalul Internațional de Filme Karlovy Vary                                      |
| 1995 | Citizen X                               | Dr. Alexandr Buhanovski                  | (TV) Nominalizat – CableACE Award                                                   |
| 1995 | Judge Dredd                             | jud. Fargo                               |                                                                                     |
| 1996 | Private Confessions                     | Jacob                                    | (TV)                                                                                |
| 1996 | Jerusalem                               | Vicar                                    |                                                                                     |
| 1996 | Samson and Delilah                      | Narator                                  | (TV) (voce)                                                                         |
| 1996 | Hamsun                                  | Knut Hamsun                              |                                                                                     |
| 1997 | Solomon                                 | David                                    | (TV)                                                                                |
| 1997 | The Princess and the Pauper             | Epos                                     | (TV)                                                                                |
| 1997 | Hostile Waters                          | Amiral Cernavin                          | (TV)                                                                                |
| 1998 | O iubire fără sfârșit                   | The Tracker                              |                                                                                     |
| 1999 | Snow Falling on Cedars                  | Nels Gudmundsson                         |                                                                                     |
| 2000 | Nuremberg                               | Samuel Irving Rosenman                   | Miniserial TV                                                                       |
| 2001 | Intacto                                 | Samuel                                   |                                                                                     |
| 2001 | Druids                                  | Guttuart                                 |                                                                                     |
| 2001 | Sleepless                               | Ulisse Moretti                           |                                                                                     |
| 2002 | Raport Special                          | Director Lamar Burgess                   | Nominalizat – Premiul Saturn                                                        |
| 2004 | Inelul Nibelungilor                     | Eyvind                                   | (TV)                                                                                |
| 2005 | Heidi                                   | Unchiul Alp                              |                                                                                     |
| 2006 | The Inquiry                             | Tiberius                                 |                                                                                     |
| 2007 | Oră de vârf 3                           | Reynard                                  |                                                                                     |
| 2007 | Emotional Arithmetic                    | Jakob Bronski                            | Nominalizat – Genie Award                                                           |
| 2007 | The Diving Bell and the Butterfly       | Papinou                                  |                                                                                     |
| 2009 | Dinastia Tudorilor                      | Cardinal von Walburg                     | (serial TV) (4 episoade)                                                            |
| 2009 | Ghostbusters: The Video Game            | Vigo the Carpathian                      | (video game) (voce)                                                                 |
| 2009 | Solomon Kane                            | Josiah Kane                              |                                                                                     |
| 2009 | A Man and His Dog                       | Commandantul                             | Cameo                                                                               |
| 2010 | Shutter Island                          | Dr. Jeremiah Naehring                    |                                                                                     |
| 2010 | Robin Hood                              | Sir Walter Loxley                        |                                                                                     |
| 2010 | The Wolfman                             |                                          |                                                                                     |
| 2011 | The Elder Scrolls V: Skyrim             | Esbern                                   | (video game) (voce)                                                                 |
| 2011 | Extrem de tare și incredibil de aproape | The Renter                               | Nominalizat - Premiul Oscar pentru cel mai bun actor în rol secundar                |
| 2012 | Truth & Treason                         | Frank Fikeis                             |                                                                                     |
| 2012 | Branded                                 | Joseph Pascal                            |                                                                                     |
| 2014 | The Simpsons                            | Claus Sigler                             | (TV) (voce)                                                                         |
| 2015 | Star Wars Episode VII                   | TBA                                      |                                                                                     |